# Littledalea przevalskyi
Littledalea przevalskyi är en gräsart som beskrevs av Nikolai Nikolaievich Tzvelev. Littledalea przevalskyi ingår i släktet Littledalea och familjen gräs. Inga underarter finns listade i Catalogue of Life.